# Дзвенигородський замок
Дзвенигородський замок — втрачена оборонна споруда в селі Дзвенигороді Мельнице-Подільської громади Чортківського району Тернопільської области України.

## Відомості
Дерев'яний замок звели на місці старого городища князі Коріятовичі. Згодом твердиня перейшла у володіння князів Острозьких.
У 1516 р. спалений татарами. Очевидець Сарніцький писав у 1570 р.: «над річкою Дзван стоїть спустошений замок Дзван, колись помешкання князів Острозьких».
У 1716 р. великий коронний гетьман Адам Сєнявський наказав полковнику коронних військ Яну Кампенгаузену привести замок у належний вид. Під час робіт знайшли багато людських кісток; щоб їх вивезти, потрібно було майже 1000 возів. Між тими кістками була мармурова труна завдовжки 8,5 ліктя; похована у ній людина мала дуже велику голову. Зберігся замок до кінця 18 ст.